# Viciria tergina
Viciria tergina là một loài nhện trong họ Salticidae.
Loài này thuộc chi Viciria. Viciria tergina được Eugène Simon miêu tả năm 1903.